# Greg Koch

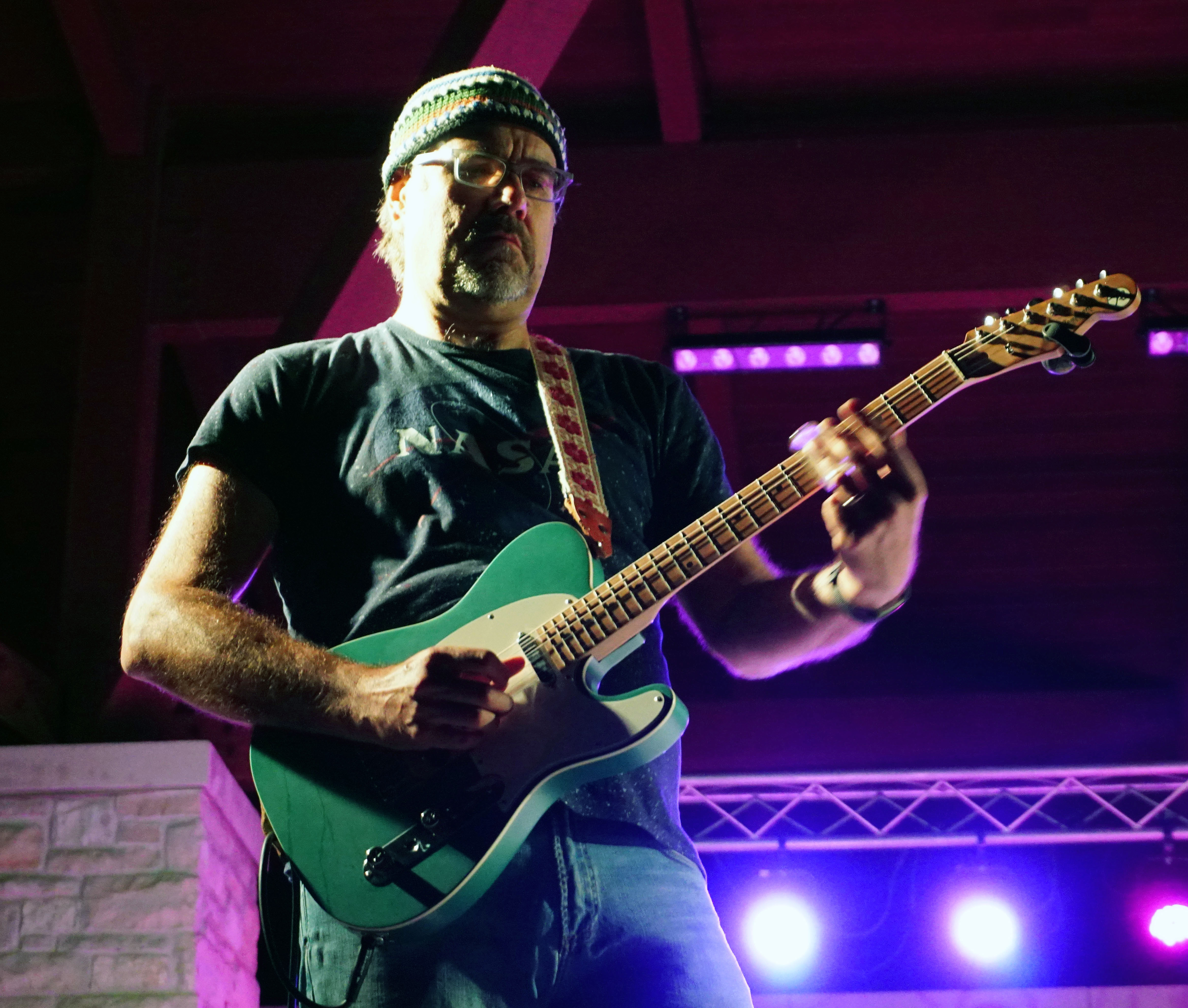
Greg Koch, 2018

Greg Koch (* 23. Juni 1966 in Milwaukee, Wisconsin) ist ein US-amerikanischer Gitarrist, der für seinen exzentrischen Gitarrenstil, welcher aus einer Mixtur aus Blues, Rock, Funk, Country und Jazz besteht, und durch eigene Solo-Projekte bekannt ist.

## Leben
Die Leidenschaft für Jimi Hendrix brachte Koch im Alter von 12 Jahren zur E-Gitarre und er begann zu Liedern von Platten, aus dem Radio und Fernsehen zu spielen. Später gründete er die Band Greg Koch & the Tone Controls, mit der er in Milwaukee und Umgebung erste Erfolge feierte. Der endgültige Durchbruch gelang 2001, als Koch The Grip auf Steve Vais Plattenlabel Favored Nations veröffentlichte.
Koch hat darüber hinaus Fernseh- und Radiojingles eingespielt und zu vielen Gitarrenpublikationen beigetragen. Seine Fähigkeit, als Musiker eine enorme stilistische Vielfalt auf der Gitarre abzudecken, brachte ihm unter anderem die Aufmerksamkeit des Musikinstrumentenbauers Fender ein, in dessen Auftrag Koch viele Gitarrenclinics gibt. Er veröffentlichte über die Jahre einige Lehrvideos.
Der 2 Meter große Koch ist für seine komischen Auftritte bekannt, die sich unter anderem durch Clownereien auf der Bühne, kommentierende Mimik und musikalische Zitate auszeichnen. Ferner ist, wie auch schon Steve Vai lobte, die Leichtigkeit, mit der er musikalische Stile miteinander verbindet, bemerkenswert.

## Diskografie
- Greg Koch and the Tone Controls (1993)
- Double The Gristle – Greg Koch and the Tone Controls (1997)
- Defenestrator – Greg Koch (1998)
- The Grip – Greg Koch (2001)
- Radio Free Gristle – Greg Koch (2003)
- 13 X 12 – Greg Koch (2003)
- 4 Days in the South – Greg Koch (2005)
- Fossil Poets – Roger Powell feat. Greg Koch (2006)
- Live! On The Radio – Greg Koch and Other Bad Men (2007)
- Nation Sack – Greg Koch and Malford Milligan (2009)
- From The Attic – Greg Koch Trio (2010)
- Strats Got Your Tongue – Greg Koch (2012)
- Plays Well With Others – Greg Koch Band (2013), mit Joe Bonamassa, Robben Ford u. a.
- Vivid Gristle – Greg Koch & The Tone Controls (2015)
- Unrepentant – Greg Koch (2017)
- Toby Arrives – Koch Marshall Trio (2018)